# منتخب غانا لكأس ديفيز
منتخب غانا لكأس ديفيز (بالإنجليزية: Ghana Davis Cup team)‏ هو ممثل غانا الرسمي في كرة المضرب في كأس ديفيز.